# Pınar Öğrenci
Pınar Öğrenci (* 1973 in Van, Türkei) ist eine kurdische Künstlerin, Filmemacherin und Dozentin, die in Berlin lebt. Mit einem Hintergrund in Architektur gestaltet sie poetische und erfahrungsbasierte Videoarbeiten und Installationen, die sich mit Themen wie erzwungener Vertreibung, Migration, Überleben und Widerstand befassen.

## Leben
Öğrenci wurde 1973 in Van geboren. Sie studierte Architektur.
Im Jahr 2010 gründete sie MARSistanbul, eine Kunstinitiative in Istanbul. Nachdem sie 2018 aufgrund politischer Verfolgung die Türkei verlassen hatte, zog sie nach Deutschland. Ihre Arbeit wurde politischer, und sie wechselte zu Film und Video, wobei sie sich intensiv mit Archiven auseinandersetzte.
2024 unterrichtet sie im Masterstudiengang „Raumstrategien“ an der Kunsthochschule Berlin-Weißensee.

## Wirken
Öğrencis Werke sind dekoloniale und feministische Lesarten an den Schnittstellen von sozialer, politischer und anthropologischer Forschung, Alltagspraktiken und menschlichen Geschichten, die sich mit erzwungener Migration befassen. Ihre Filme und Installationen konzentrieren sich oft auf schwierige Alltagskämpfe und machen selten erzählte Geschichten von Menschen sichtbar, die ihre Heimat verlassen mussten.
Ihr audiovisuelle Arbeit A Gentle Breeze Passed Over Us (2017) dokumentiert die Freundschaft zwischen Pınar Öğrenci und dem aus Bagdad stammenden Musiker und Oud-Spieler Ahmed Obaid Shaqaqi, der als Asylsuchender nach Wien kam. Während eines Aufenthalts in Wien verbrachte sie fast jeden Tag mit Ahmed und seinen Freunden, lauschte ihrer Musik und ihren Geschichten. Die Ausstellung fand im Kunst Haus Wien – Museum Hundertwasser statt und war ihre erste Einzelausstellung im Ausland.
Ihre ortsspezifische multimediale Installation Resisting Forest (2019) umfasst 40 von Frauen gesammelte Holzstöcke, die gegen den Bau eines Wärmekraftwerks in Gerze und eines Wasserkraftwerks in Aslandere an der türkischen Schwarzmeerküste protestierten. Die Frauen nutzten ihre Alltagswerkzeuge, um Lärm zu erzeugen und auf ihre Anliegen aufmerksam zu machen, und konnten die Energieprojekte erfolgreich stoppen. Das Werk symbolisiert ihren Widerstand und ihre kollektive Stärke und wurde auf der 7. Sinop Biennale und der Biennale Matter of Art 2024 in der Nationalgalerie Prag ausgestellt.
Für die documenta fifteen kehrte sie in ihrem Film Aşît (2022) in die Heimatstadt ihres Vaters, Müküs in der Region Van, zurück. Der von Stefan Zweigs Schachnovelle inspirierte Film thematisiert Katastrophen und Trauer und verweist auf historische Ereignisse wie den Völkermord an den Armeniern 1915. Aşît bedeutet auf Kurdisch Lawine und Katastrophe und bezieht sich sowohl auf die Bedrohung durch Lawinen als auch auf die Tragödien der Vergangenheit.
Ihr erster Dokumentarfilm Gurbet is a home now wurde für den Nationalen Dokumentarfilmwettbewerb des 40. Istanbul Film Festivals ausgewählt und gewann den Spezialpreis der Jury beim DOCUMENTARIST Istanbul Film Festival 2021.

## Ausstellungen
Öğrencis Werke wurden in zahlreichen Museen und Kunstinstitutionen weltweit ausgestellt, darunter documenta fifteen in Kassel (2022), Berlinische Galerie (2023), 12. Gwangju Biennale (2018), 6. Athen Biennale (2018), Tensta Konsthall Stockholm (2018), Survival Kit Riga (2019), Württembergischer Kunstverein Stuttgart (2017), MAXXI Museum Rom (2015–2016) und SALT Galata Istanbul (2015–2016).

## Auszeichnungen
Sie wurde für den Kunstpreis der Böttcherstraße 2022 in Bremen nominiert und erhielt den Villa Romana Preis für 2023.